# Wheeler Hall
Wheeler Hall é um edifício no campus da Universidade da Califórnia em Berkeley, em Berkeley, Califórnia ao estilo neoclássico. Lar do departamento de inglês, foi nomeado em homenagem ao filólogo e presidente da universidade Benjamin Ide Wheeler.
O edifício foi inaugurado em 1917. Abriga a maior sala de aula no campus de Berkeley, o Wheeler Auditorium.
Em 29 de fevereiro de 1940, o professor de e físico americano Ernest Lawrence recebeu o Prêmio Nobel de Física no Wheeler Auditorium de Carl Wallerstedt, cônsul-geral da Suécia, devido ao perigo de cruzar o Atlântico durante a Segunda Guerra Mundial. O edifício foi o local de muitos dos protestos do Movimento Free Speech na década de 1960 e é um ponto focal do campus de Berkeley. Na década de 2010, tem sido o local de muitos protestos universitários e várias aquisições de construção.
Foi designado, em 25 de março de 1982, um edifício do Registro Nacional de Lugares Históricos.